# ICIUM

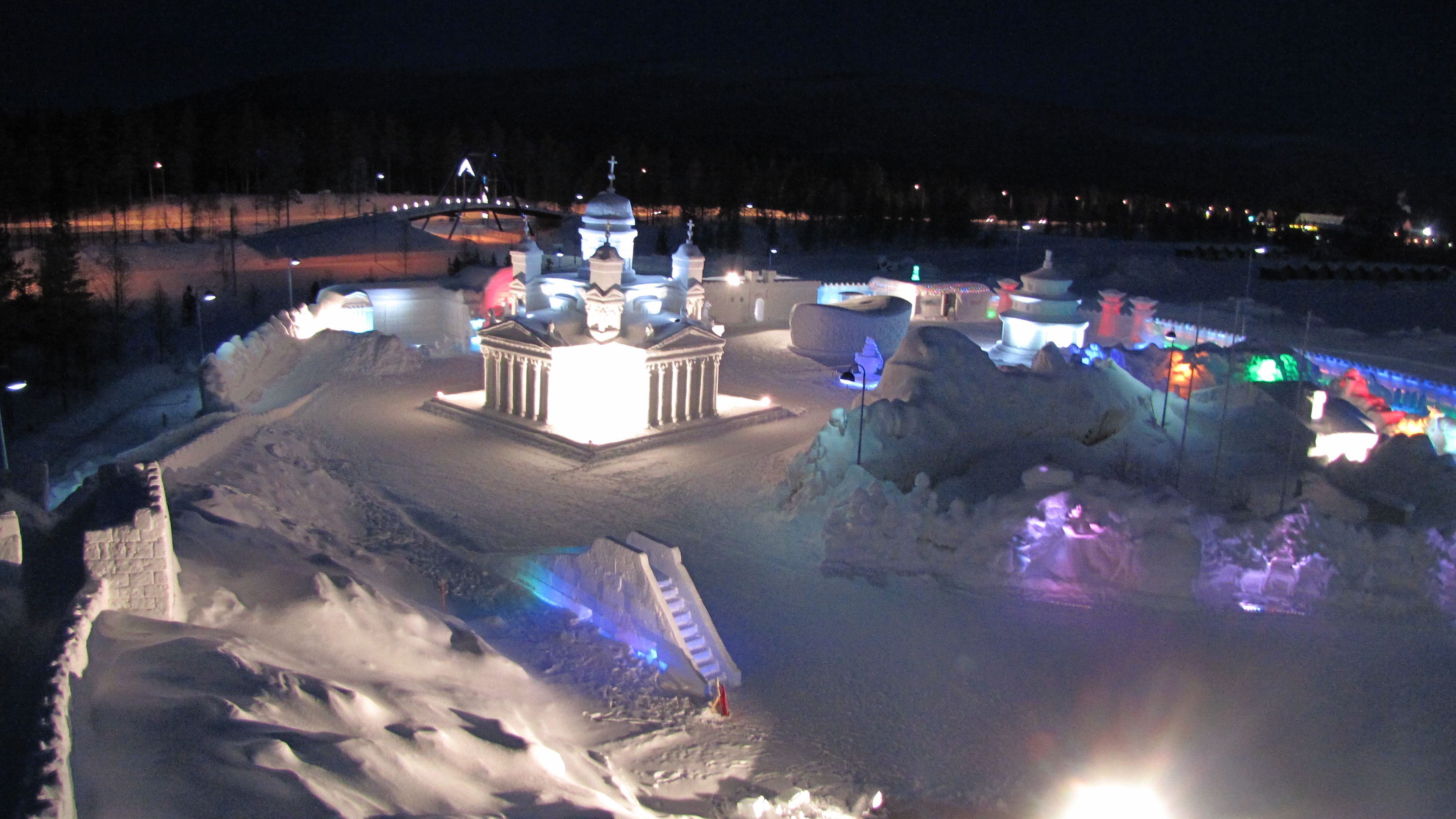
Une vue de la Grande Muraille vers la cathédrale d'Helsinki à Levi ICIUM 2010-2011

ICIUM Wonderworld of Ice ou le monde merveilleux de la glace est un parc d'attractions hivernal construit à Levi en Finlande. Il regroupe des sculptures sur neige et sur glace. Le parc a ouvert ses portes pour la première fois le 18 décembre 2010 et s'étend sur une surface d'environ un hectare.

## Construction

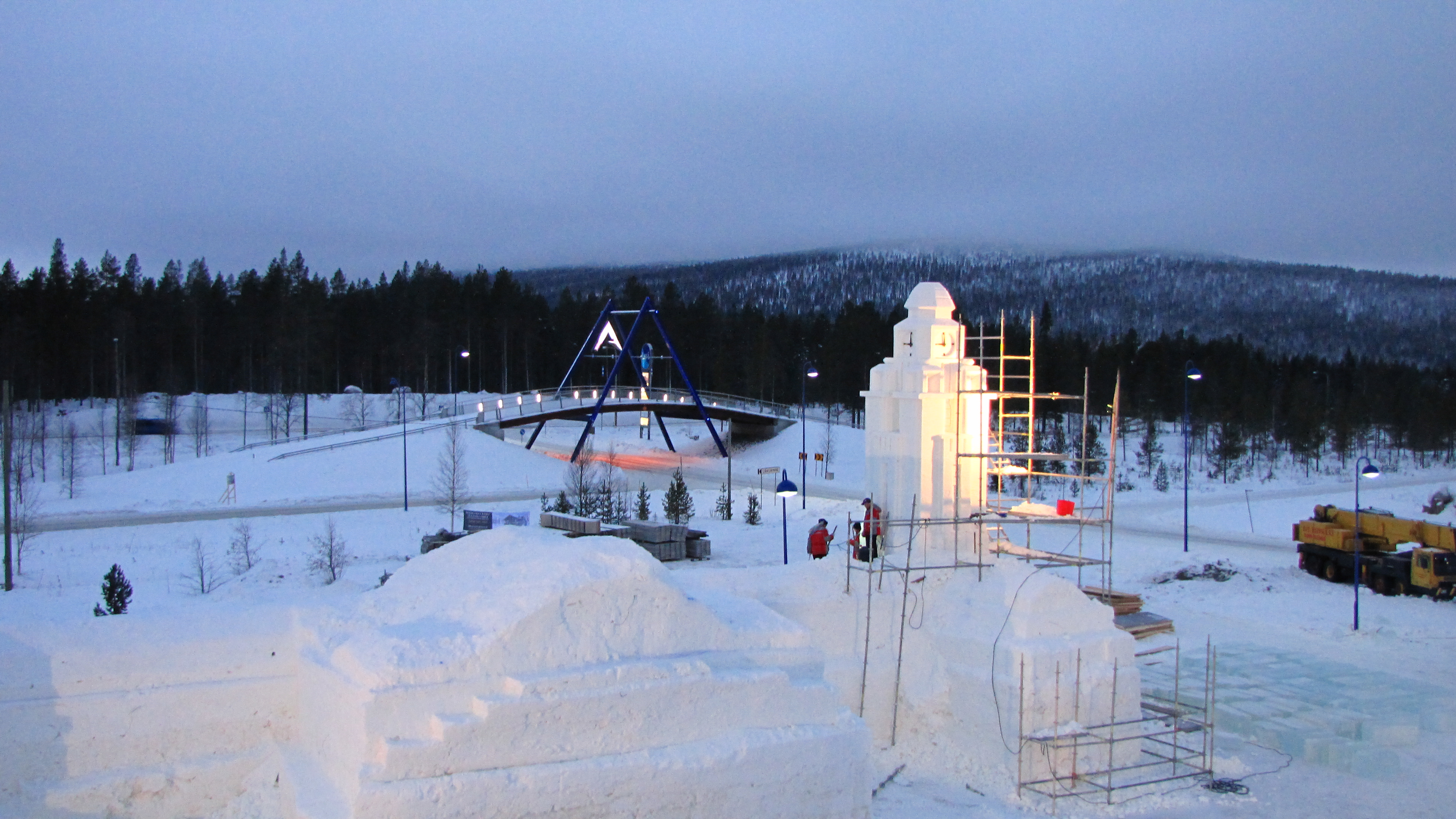
La gare centrale d'Helsinki en construction en Décembre 2010

ICIUM a été bâti par des sculpteurs sur glace chinois venus de Harbin où se tient un festival annuel depuis 1963.
Plus de 10 000 mètres cubes de glace ont été nécessaires à la construction du premier parc en 2010. Plus de 600 mètres cubes de glace ont été retirés de la rivière Ounasjoki par les organisateurs pour façonner les sculptures.  

## Les sculptures de l'ICIUM

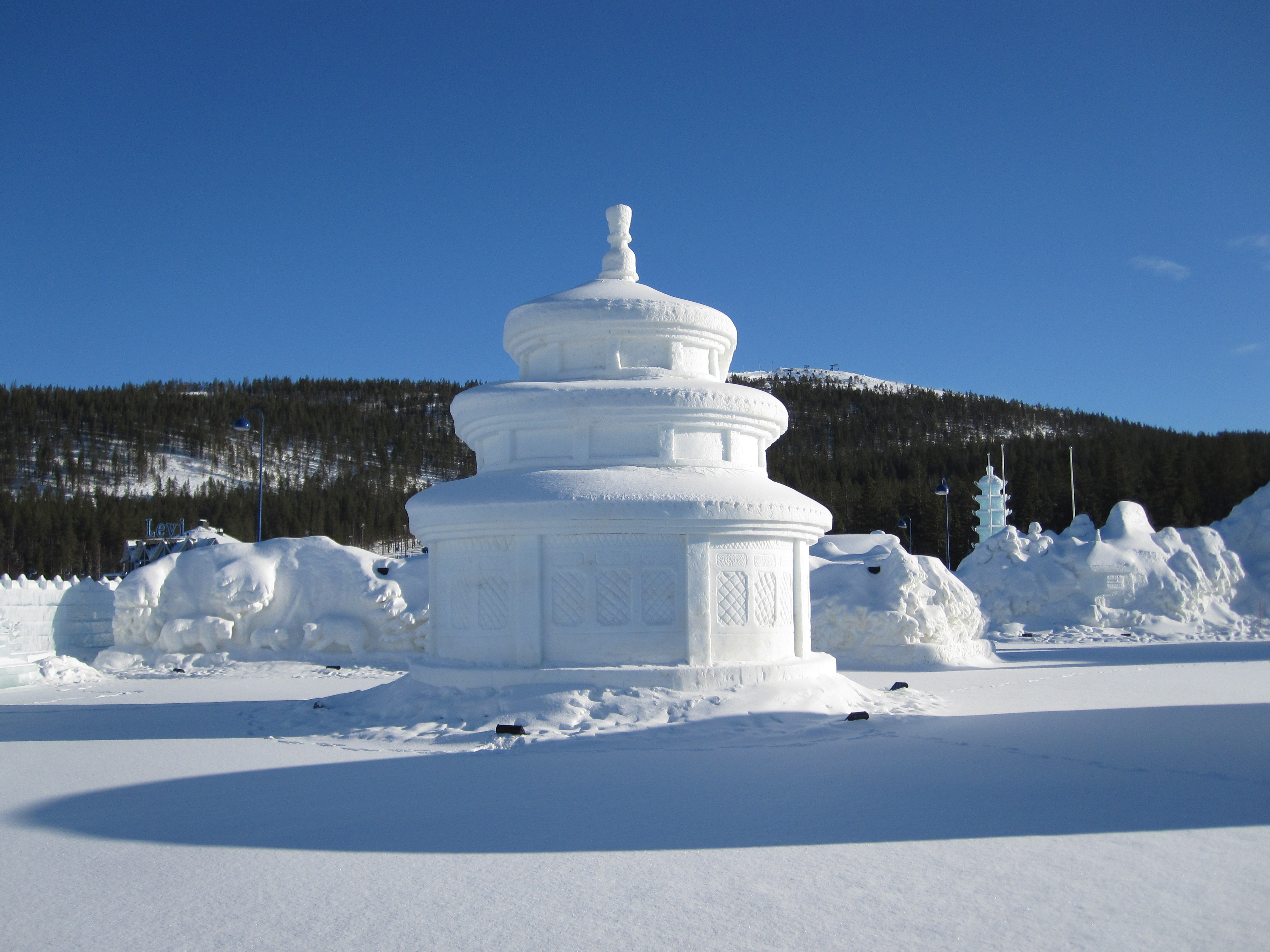
Le Temple du Ciel

Les principales attractions de la saison 2010–2011 ont été :
- La grande muraille de Chine: la plus grande sculpture du parc avec ses 15 mètres de haut et ses 80 mètres de long... plus de 5 000 mètres cubes de glace ont été nécessaires à sa construction.
- Cathédrale luthérienne d'Helsinki: également haute de 15 mètres, elle constitue l'une des plus grosses sculptures du parc.
- La gare centrale d'Helsinki
- Pagode. La plus grande structure de l'ICIUM avec plus de 15 mètres de haut.
- Le Temple du Ciel
- Le stade national de Pékin
- L'armée en terre cuite

## Artistes folkloriques chinois
Des artistes de Pékin étaient également présents à l'Icium pour proposer au public des initiations aux arts folkloriques chinois. 

## Mascotte de L'ICIUM
Mingming, un bébé panda, est la mascotte de l'ICIUM.